# Petrynówka
Petrynówka [pronunciación en polaco: /pɛtrɨˈnufka/] es un asentamiento en el distrito administrativo de Gmina Tarnawatka, dentro del condado de Tomaszów Lubelski, voivodato de Lublin, en el este de Polonia. Se encuentra a unos 3 kilómetros al noreste de Tarnawatka, 11 kilómetros al norte de Tomaszów Lubelski, y 98 kilómetros al sureste de la capital regional Lublin.